# Fusifilum capitatum
Fusifilum capitatum là một loài thực vật có hoa trong họ Măng tây. Loài này được (Hook.f.) Speta mô tả khoa học đầu tiên năm 1998.